# Podnoszenie ciężarów na Letnich Igrzyskach Olimpijskich 1956 – waga lekka mężczyzn
Rywalizacja w wadze do 67,5 kg mężczyzn w podnoszeniu ciężarów na Letnich Igrzyskach Olimpijskich 1956 odbyła się 24 listopada 1956 roku w hali Royal Exhibition Building. W rywalizacji wystartowało 18 zawodników z 17 krajów. Tytułu sprzed czterech lat nie obronił Tommy Kono z USA, który w 1956 roku startował już w innej kategorii wagowej. Nowym mistrzem olimpijskim został Ihor Rybak z ZSRR, srebrny medal wywalczył jego rodak - Rawil Chabutdinow, a trzecie miejsce zajął Kim Chang-hee z Korei Południowej.

## Wyniki
| Pozycja | Zawodnik          | Reprezentacja    | Waga | Wyciskanie | Wyciskanie | Wyciskanie | Rwanie | Rwanie | Rwanie | Podrzut | Podrzut | Podrzut | Wynik |
| Pozycja | Zawodnik          | Reprezentacja    | Waga | 1          | 2          | 3          | 1      | 2      | 3      | 1       | 2       | 3       | Wynik |
| ------- | ----------------- | ---------------- | ---- | ---------- | ---------- | ---------- | ------ | ------ | ------ | ------- | ------- | ------- | ----- |
| 1. !    | Ihor Rybak        | ZSRR             | 67,2 | 110,0      | 115,0      | 115,0      | 112,5  | 117,5  | 120,0  | 142,5   | 147,5   | 150,0   | 380,0 |
| 2. !    | Rawil Chabutdinow | ZSRR             | 67,4 | 117,5      | 122,5      | 125,0      | 105,0  | 110,0  | 112,5  | 137,5   | 142,5   | 142,5   | 372,5 |
| 3. !    | Kim Chang-hee     | Korea Południowa | 67,2 | 100,0      | 105,0      | 107,5      | 107,5  | 112,5  | 115,0  | 140,0   | 145,0   | 150,0   | 370,0 |
| 4       | Kenji Onuma       | Japonia          | 66,5 | 105,0      | 105,0      | 110,0      | 105,0  | 110,0  | 110,0  | 142,5   | 147,5   | 152,5   | 367,5 |
| 5       | Henrik Tamraz     | Iran             | 67,2 | 110,0      | 115,0      | 117,5      | 105,0  | 110,0  | 110,0  | 140,0   | 145,0   | 150,0   | 365,0 |
| 6       | Jan Czepułkowski  | Polska           | 67,3 | 115,0      | 120,0      | 122,5      | 105,0  | 110,0  | 110,0  | 130,0   | 135,0   | 137,5   | 360,0 |
| 7       | Iwan Abadżiew     | Bułgaria         | 67,1 | 102,5      | 107,5      | 107,5      | 110,0  | 115,0  | 117,5  | 132,5   | 137,5   | 137,5   | 357,5 |
| 8       | Nil Tun Maung     | Birma            | 66,4 | 110,0      | 115,0      | 115,0      | 100,0  | 100,0  | 105,0  | 137,5   | 142,5   | 142,5   | 352,5 |
| 9       | Tan Howe Liang    | Singapur         | 65,2 | 107,5      | 107,5      | 110,0      | 100,0  | 107,5  | 107,5  | 135,0   | 140,0   | 142,5   | 350,0 |
| 10      | Josef Tauchner    | Austria          | 67,1 | 105,0      | 105,0      | 110,0      | 100,0  | 107,5  | 107,5  | 135,0   | 140,0   | 140,0   | 347,5 |
| 11      | Vern Barberis     | Australia        | 67,5 | 100,0      | 105,0      | 107,5      | 100,0  | 105,0  | 110,0  | 132,5   | 137,5   | 142,5   | 347,5 |
| 12      | Willi Kolb        | Niemcy           | 66,8 | 110,0      | 115,0      | 115,0      | 95,0   | 100,0  | 105,0  | 125,0   | 130,0   | 135,0   | 340,0 |
| 13      | Ben Helfgott      | Wielka Brytania  | 67,2 | 105,0      | 110,0      | 112,5      | 95,0   | 100,0  | 105,0  | 127,5   | 132,5   | 132,5   | 340,0 |
| 14      | Américo Ferreira  | Brazylia         | 66,8 | 102,5      | 107,5      | 107,5      | 92,5   | 97,5   | 100,0  | 130,0   | 135,0   | 135,0   | 335,0 |
| 15      | Roger Gerber      | Francja          | 67,5 | 97,5       | 102,5      | 105,0      | 95,0   | 100,0  | 102,5  | 125,0   | 130,0   | 130,0   | 335,0 |
| 16      | Luciano De Genova | Włochy           | 66,2 | 107,5      | 112,5      | 112,5      | 95,0   | 100,0  | 100,0  | 122,5   | 122,5   | 130,0   | 330,0 |
| 17      | Guillermo Balboa  | Meksyk           | 67,0 | 92,5       | 97,5       | 97,5       | 92,5   | 97,5   | 100,0  | 127,5   | 132,5   | 132,5   | 320,0 |
| 18      | Ney López         | Kolumbia         | 65,7 | 105,0      | 105,0      | 105,0      | 95,0   | 100,0  | 102,5  | 122,5   | 127,5   | 127,5   | -     |